# علی عبدالله صالح
علی عبدالله صالح (زاده ۲۱ مارس ۱۹۴۲ – مرگ ۴ دسامبر ۲۰۱۷) نظامی، سیاست‌مدار و رئیس‌جمهور یمن از سال ۱۹۷۸ تا ۲۷ فوریه ۲۰۱۲ بود. علی عبدالله صالح که از سال ۲۰۱۴ و از ابتدای جنگ نظامی در یمن به رهبری عربستان سعودی با حوثی‌های (انصارالله یمن) شیعه زیدیه هم‌پیمان شده بود در تاریخ ۴ دسامبر ۲۰۱۷ پس از چرخش به سمت عربستان سعودی و چند روز درگیری با حوثی‌ها، به قتل رسید.

## زندگی
علی عبدالله صالح در روستای بیت الأحمر منطقه سنحان (و در قبیله‌ای به همین نام، سنحان از قبیله مذحج) نزدیکی شهر صنعا در استان صنعا در دوره پادشاهی متوکلی یمن به دنیا آمد. وی دوران ابتدایی را در روستای زادگاهش در مدرسه قرآن گذراند و پس از آن مانند بسیاری از مردان هم قبیله‌ای‌اش بدون پایه‌های قوی تحصیلی در ۱۹۵۸ و در سن شانزده سالگی به ارتش پیوست. در آن زمان در بسیاری از کشورهای عربی استقلال‌یافته پس از جنگ جهانی اول یا جنگ جهانی دوم، ارتش، تنها نهاد متشکل اجتماعی بود که جوانان آن کشورها می‌توانستند به آینده بهتر و ارتباط با جهان، امید داشته باشند.

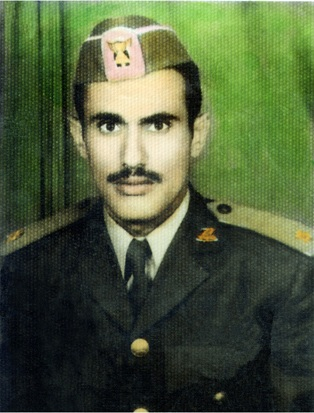
در جوانی در لباس «ارتش اِمامَت»

## ارتش و جنگ یمن شمالی
او سپس برای تحصیل در رشته نظامی به ایران آمد و در سال ۱۹۶۰ با درجه افسری به ارتش یمن پیوست. در سال ۱۹۶۳ به درجه ستوان دومی رسید. برخی دیگر از سمت‌های وی در ارتش یمن: فرمانده جوخه، فرمانده گردان زره‌پوش، و فرمانده اردوگاه خالد ابن ولید بودند.
بین سال‌های ۱۹۶۲ تا ۱۹۷۰ او به همراه دیگر افسران جمهوری‌خواه ارتش با سلطنت‌طلبان یمن طی جنگ داخلی شمال یمن جنگید. این جنگ با ۲۰۰ هزار قربانی، به پیروزی قطعی جمهوری‌خواهان و امضای «پیمان ۱۹۷۰» انجامید. با وجود برقراری نظام جمهوری در یمن شمالی، اما ساختار قبیله‌ای این کشور، تغییری نکرد.

## ریاست جمهوری
عبدالله صالح پیش از ریاست جمهوری در پست‌های معاون فرمانده و رئیس ستاد کل نیروهای مسلح یمن بود و پس از ترور رئیس‌جمهور یمن در سال ۱۹۷۸، ابتدا دبیرکل کنگرهٔ عمومی مردم در سال ۱۹۸۲ و سپس ریاست جمهوری کشور یمن شمالی از سال ۱۹۷۸ تا ۱۹۹۰ را بر عهده داشت.
پس از جنگ یمن، با دو کودتا و ترور سیاسی توسط نظامیان جمهوریخواه در یک دوره ده ساله (که خود صالح نیز در آن‌ها دست داشت) در سال ۱۹۷۸ به قدرت رسید. وی بین سال‌های ۱۹۷۸ تا ۱۹۹۰ رئیس‌جمهور یمن شمالی بود. در آغاز تردید وجود داشت که او بتواند مدتی زیاد در این مقام دوام بیاورد. گزارش سازمان سیا از سرنوشت صالح نیز روایت مشابهی به دست می‌داد و دوام زمامداری او را بیش از یکی دو سال پیش‌بینی نمی‌کرد.
اما صالح به دو دلیل توانست ۳۴ سال در قدرت باقی بماند. نخست اینکه او شناخت قابل اعتنایی از کل یمن و قبیله‌ها و خانواده‌های قدرتمند آن داشت و در جوانی، رئیس دستگاه امنیتی استان تعز بود. دوم اینکه در برخورد با گروه‌ها و قبایل داخلی و کشورهای خارجی، زیرکی ماکیاولیستی و تیزبینی خاصی داشت.
او در آغاز عملکردی محتاطانه داشت و سعی می‌کرد همه طرف‌ها را در تصمیم‌گیری برای کشور، دخیل کند و با همه ارتباط داشته باشد. همچنین، نوسازی کشور و کاهش نقش شیوخ و قبیله‌ها نیز در برنامه‌های او بودند. به همین دلیل، در امور داخلی، از مشارکت نسبی مردم در امور سیاسی حمایت می‌کرد، انتخابات شهرداری‌ها را برقرار کرد، اختیارات و قدرت مجلس قانونگذاری را تا حدودی افزایش داد. در سیاست خارجی نیز سعی کرد رابطه گسترده‌ای با همه کشورها داشته باشد. به این ترتیب سیاست متوازنی میان شرق و غرب ایجاد کرد. در این راستا عضو شورای همکاری خلیج فارس نشد و پیگیر رسیدن به اتحاد با یمن جنوبی شد. در دهه‌های نخست به قدرت رسیدن صالح، با تلاش برای صدور نفت خام و صرف درآمد آن برای ایجاد زیرساخت‌ها و اعزام نیروی کار به کشورهای عربی برای استفاده از ارز ارسالی آنها، یمن شمالی دارای رشد اقتصادی قابل قبولی شد. با این رشد اقتصادی راه‌ها، برق‌رسانی، آموزش و بهداشت کشور تا حدودی رشد کردند. همچنین شمار زنان تحصیل کرده و حضور آن‌ها در امور اداری و تجاری افزایش یافت.

او با حمایت از صدام حسین در جنگ ایران و عراق اعتبار خوبی بین کشورهای عربی کسب کرد و اتحاد دو یمن در سال ۱۹۹۰ موفقیت بزرگی برای صالح بود.

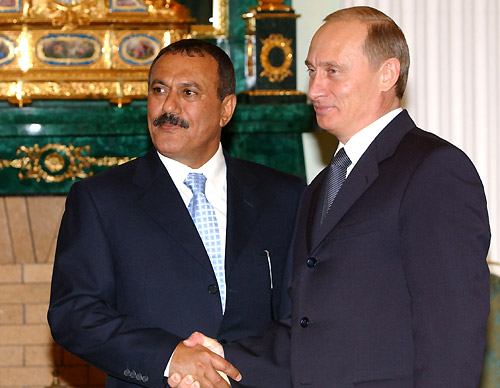
در دیدار با ولادیمیر پوتین، رئیس‌جمهور روسیه در سال ۲۰۰۴

## بروز مشکلات
ماجراجویی‌های صالح در سیاست خارجی، افزایش فساد مالی، قبیله‌گرایی و تبعیض در ساختار قدرت، کاهش ذخایر نفتی، خشکسالی و بحران کم‌آبی و کاهش مواد غذایی، دلایل اصلی افول دو دهه پایانی حکمرانی صالح بودند.

### جنگ خلیج فارس
از جمله ماجراجویی‌های بین‌المللی صالح که دشواری بزرگی برای یمن به وجود آورد در جریان اشغال کویت توسط عراق (جنگ خلیج فارس) بود. در این جنگ، صالح جزء رهبران عربی بود که از صدام حسین دفاع کرد زیرا عراق، کمک‌های زیادی برای تربیت افسران ارتش یمن در عراق و راه‌اندازی پروژه‌های آبادانی در یمن کرده بود. همچنین صالح با نزدیکی به عراق تلاش داشت نیروی موازنه‌ای در برابر عربستان ایجاد کند. زیرا عربستان از گذشته‌های دور با یمن اختلافات ارضی داشت و از سوی دیگر نظام جمهوری یمن را تهدیدی برای کشورهای عربی خلیج فارس می‌دانست. با این کار صدها هزار نیروی کار یمنی از این کشورها را اخراج شده و بحرانی اقتصادی و دیپلماتیک گریبان‌گیر یمن شد.

### شورش قبایل
در سال ۱۹۹۹ در انتخابات با کمک پسران و برادرزاده‌های خود که آنها را در پست‌های مهم امنیتی گماشته بود، به اولین رئیس‌جمهور منتخب یمن تبدیل شد و رکورددار حکمرانی در یمن شد. وی با قبیله‌گرایی و انحصار قدرت، تنها در دست قبیله سنحان، حوثی‌ها از سیاست کژدار و مریز همراهی با حکومت صالح خارج شده و بیش از گذشته، به تبعیض علیه مردم اعتراض کردند. واکنش دولت مرکزی یمن در دهه نخست ۲۰۰۰ جنگ و سرکوب آن‌ها بود. قبایل دیگر نیز که خود را رانده از قدرت می‌دیدند به شورش و مشکل‌سازی برای دولت مرکزی (مانند ربودن شهروندان خارجی) روی آوردند. سرخوردگی بخش‌هایی از مردم و نخبگان سیاسی جنوب یمن از اتحاد با شمال و تشدید گرایش‌های جدایی‌طلبانه، دلیل دیگری برای بروز جنگ شد. با وجود اینکه، صالح در این جنگ پیروز شد ولی گرایش‌های جدایی‌طلبانه وی پایان نیافتند. سلوک سیاسی او مانع از شکل‌گیری اعتماد اجتماعی، نهادهای مدنی پایدار و دولتی منسجم شده بود که بتواند سامان‌دهنده مناسبات اجتماعی در دوره بحران‌ها و تسهیل دورانِ گذار باشد.

### پیدایش القاعده
دولت یمن تلاش کرد با استخدام «مجاهدین» یمنی بازگشته از جنگ شوروی در افغانستان در ارتش، آنان را ساماندهی کند، ولی همین افراد بعداً مشکل‌ساز شدند و هسته‌های اولیه القاعده را در این کشور به‌وجود آوردند.

### ایران و آمریکا
با وقوع حملات ۱۱ سپتامبر صالح با عنوان جنگ با تروریسم در کنار آمریکا ایستاد. اما نتوانست مشکلات فزاینده درون یمن را حل کند. بهبود روابط با ایران که از سال ۱۹۹۰ و در پی اتحاد دو یمن آغاز شده بود نیز دوام نیاورد. دیدار صالح از ایران در سال ۱۳۷۹ و دیدار متقابل سید محمد خاتمی در سال ۱۳۸۲ از یمن نقاط اوج آن بود ؛ اما این رابطه دوباره کاهش پیدا کرد زیرا تشدید بحران میان دولت مرکزی یمن با حوثی‌ها و همچنین بهبود رابطه یمن با عربستان و آمریکا کاهش رابطهٔ غیرمحکمِ تهران و صنعا را در پی داشت.

به همراه، صدام حسین و حسنی مبارک در شورای همکاری عرب (سپتامبر ۱۹۸۹)

## برکناری
در سال ۲۰۱۱، زمانی که اعتراضات مردمی در خاورمیانه (بهار عربی) به یمن سرایت کرد مخالفان گوناگون صالح دست به اعتراض زدند؛ ولی چون ارتش و نیروهای امنیتی در اختیار نزدیکان او بوده و با صرف پول در میان بخش‌هایی از مردم طرفدارانی پیدا کرده بود قصد کناره‌گیری نداشت و ماه‌ها به شدت معترضین را سرکوب کرد. علی عبدالله صالح در جریان حمله‌ای که روز ۳ ژوئن ۲۰۱۱ میلادی، به مسجد مجتمع ریاست جمهوری یمن انجام شد، دچار «سوختگی و جراحت» شد.
در نهایت او در ژانویه ۲۰۱۲ و پس از تصویب قانون مصونیت قضایی از سوی پارلمان، صنعا را برای اهداف پزشکی به مقصد آمریکا ترک کرد. با این وجود همواره در پی راهی برای بازگشت به قدرت بود.

## پشتیبانی از حوثی‌ها
صالح برای بازگشت به قدرت، خلع عبدربه منصور هادی از ریاست‌جمهوری، و جلوگیری از مداخله نظامی در یمن به رهبری عربستان سعودی، نیرو و نفوذ باقی‌مانده خود را صرف اتحاد ارتش و ارگان‌های امنیتی کشور با حوثی‌ها کرد. اما به خاطر سوءظن حوثی‌ها به صالح با شناختی که از انگیزه‌ها و جاه‌طلبی‌های او داشتند و نوع ارتباط پر فراز و نشیبی که با (ایران) متحد اصلی حوثی‌ها در منطقه داشت، این اتحاد قدرتمند نبود.
در سپتامبر سال ۲۰۱۴، انقلاب جرعه ، نظامیان انصارالله شهر صنعا، پایتخت را متصرف شدند و در ژانویه ۲۰۱۵، با تصرف کاخ ریاست‌جمهوری، عملاً عبدربه منصور هادی را از قدرت برکنار کردند. حوثی‌ها سپس با تشکیل نهادی به نام «دولت انتقالی»، حکومت را در دست گرفتند. اما دبیرکل سازمان ملل متحد با اعتراض به این رفتار، خواستار بازگشت رئیس‌جمهور پیشین به قدرت شد.در پی تصرف صنعا از سوی حوثی‌ها، عبدربه منصور هادی و نیروهای هوادارش به شهر عدن رفتند تا از آنجا جنگ با حوثی‌ها را ادامه دهند. با تصرف عدن از سوی جنگجویان انصارالله یمن، عبدربه منصور هادی در مارس ۲۰۱۵ به عربستان سعودی گریخت.

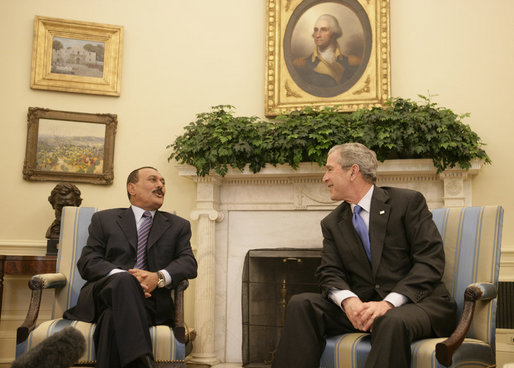
علی عبدالله صالح و جرج دابلیو بوش (مه ۲۰۰۷)

ارتش عربستان و همپیمانان آن در ادامه این درگیری، در مارس ۲۰۱۵ در حمایت از عبدربه منصور هادی وارد خاک یمن شدند تا به شکست دادن مخالفان و بازگشت او به قدرت کمک کنند.ائتلاف به رهبری عربستان در جریان این عملیات به بمباران شدید پایتخت و سایر بخش‌های تحت کنترل حوثی‌ها و متحدان علی عبدالله صالح پرداختند. آن‌ها از حمایت سیاسی و اطلاعاتی آمریکا برخوردار بودند. در جریان این بمباران‌ها، هزاران نفر از ساکنان غیرنظامی این مناطق نیز کشته شدند.
از سوی دیگر، ایران نیز به حمایت از حوثی‌ها در قالب کمک‌های غیرنظامی پرداخت. فرمانده کل سپاه پاسداران انقلاب اسلامی تأیید کرده که ایران به حوثی‌ها کمک «مستشاری» می‌کند.
علی عبدالله صالح و نیروهای وفادار به او، بعد از سه سال همکاری عملی در نبرد قدرت یمن، در ژوئیه ۲۰۱۶ رسماً اعلام کردند که در مقابله با نیروهای وفادار به منصور هادی و متحدان عربستان، با حوثی‌ها ائتلاف تشکیل داده‌اند.

## پیوستن به ائتلاف عربستان
با گسترش جنگ داخلی یمن، در نوامبر ۲۰۱۶، عبدربه منصور هادی پس از ۱۴ ماه وارد بندر عدن در جنوب کشور شد تا با حمایت ائتلاف به فرماندهی عربستان سعودی به جنگ با دولت حوثی ادامه دهد.
در ماه‌های پایانی سال ۲۰۱۷ امارات متحده عربی و عربستان به این نتیجه رسیدند که پیروزی در جنگ یمن بدون جدایی‌انداختن در اتحاد حوثی‌ها و طرفداران صالح امکان‌پذیر نیست؛ بنابراین به این صورت با او وارد مذاکره شدند که قرار بود پس از پایان جنگ، قدرت به خود او یا یکی از پسرانش برسد. از سوی دیگر، پیچیده شدن هرچه بیشتر جنگ داخلی یمن، به تدریج با ایجاد و گسترش اختلافاتی میان انصارالله و نیروهای حامی علی عبدالله صالح همراه شد که بعضاً، با درگیری‌های مسلحانه میان طرفین همراه بود. همچنین، نارضایتی مردم از حکمرانی حوثی‌ها در مناطق تحت کنترل آن‌ها باعث دلگرمی صالح نسبت به جلب توجه مردم به او شود. علی عبدالله صالح در ماه‌های پایانی زندگی خود از افزایش قدرت شبه نظامیان حوثی ابراز نگرانی می‌کرد. انصارالله نیز در مقابل از علی عبدالله صالح در مورد تماس‌هایش با عربستان سعودی انتقاد می‌کردند.
در ۳۰ نوامبر ۲۰۱۷، اختلافات تا به آنجا گسترش یافت که صالح به انصارالله پشت کرد و در صنعا، بین نیروهای وفادار به او و نیروهای انصارالله درگیری درگرفت. با تشدید درگیری‌ها، علی عبدالله صالح روز دوم دسامبر در یک سخنرانی تلویزیونی گفت اگر ائتلاف به رهبری عربستان حملاتش را متوقف کند و محاصره شمال یمن را بشکند آماده است صفحه جدیدی را در روابط باز کند.
بعد از این سخنرانی، سخنگوی ائتلاف به رهبری عربستان با استقبال از این پیشنهاد خواستار «بازگشت یمن به خانواده اعراب» شد. در مقابل، دفتر سیاسی گروه انصارالله در بیانیه‌ای گفت «صالح به مشارکتی که هرگز هم به آن اعتقادی نداشته پشت کرده‌است». تنها یک روز بعد، هواپیماهای ائتلاف به رهبری عربستان سعودی مناطق تحت کنترل انصارالله که درگیر با هواداران علی عبدالله صالح بودند را بمباران کردند.

## مرگ
در نهایت، در روز ۴ دسامبر ۲۰۱۷، حوثی‌ها با صدور اطلاعیه‌ای از کشتن «علی عبدالله صالح و چند تن از همراهانش» در هنگام خروج از صنعا خبر دادند و تصاویری را از جسد او منتشر کردند.